# Serie A1 2009-2010 (pallamano maschile)
La Serie A1 è stata la seconda divisione del campionato italiano di pallamano maschile per la stagione sportiva 2009-2010.

## Formula
- Fase regolare: verranno disputato un girone composto da 12 squadre ciascuno con partite di andata e ritorno.
- Promozioni: le prime quattro al termine della stagione regolare disputarono le semifinali playoff per la promozione in serie A Elite nella stagione successiva.
- Retrocessioni: la squadra classificata al 12º posto al termine della stagione fu retrocessa in serie A2 nella stagione successiva.

## Squadre partecipanti
- Bozen
- Brixen
- Mezzocorona
- Pressano
- Noci
- Prato

- Girgenti
- Trieste
- Romagna
- Castenaso
- Meran
- Ambra

## Classifica
|  | Pos. | Squadra     | Pt | G  | V  | N | P  | GF  | GS  | DR   |
|  | ---- | ----------- | -- | -- | -- | - | -- | --- | --- | ---- |
|  | 1.   | Bozen       | 53 | 22 | 17 | 2 | 3  | 684 | 543 | +141 |
|  | 2.   | Trieste     | 50 | 22 | 16 | 2 | 4  | 603 | 526 | +77  |
|  | 3.   | Brixen      | 41 | 22 | 12 | 5 | 5  | 588 | 568 | +20  |
|  | 4.   | Prato       | 41 | 22 | 13 | 2 | 7  | 663 | 645 | +18  |
|  | 5.   | Mezzocorona | 39 | 22 | 13 | 0 | 9  | 673 | 633 | +40  |
|  | 6.   | Noci        | 37 | 22 | 12 | 1 | 9  | 648 | 606 | +42  |
|  | 7.   | Pressano    | 30 | 22 | 9  | 3 | 10 | 615 | 621 | -6   |
|  | 8.   | Girgenti    | 29 | 22 | 9  | 2 | 11 | 612 | 656 | -42  |
|  | 9.   | Meran       | 27 | 22 | 9  | 0 | 13 | 594 | 624 | -30  |
|  | 10.  | Ambra       | 19 | 22 | 6  | 1 | 15 | 532 | 580 | -48  |
|  | 11.  | Romagna     | 14 | 22 | 4  | 2 | 16 | 547 | 599 | -52  |
|  | 12.  | Castenaso   | 6  | 22 | 2  | 0 | 20 | 557 | 715 | -138 |

Legenda:

      Playoff promozione
      Playout
      Retrocessa in Serie A2 2010-2011

## Playout

### Risultati
| Squadra 1 | Squadra 2 | Gara 1    | Gara 2  | Totale |
| --------- | --------- | --------- | ------- | ------ |
| Girgenti  | Romagna   | Agrigento | Imola   | 2 - 0  |
| Girgenti  | Romagna   | 29 - 28   | 30 - 30 | 2 - 0  |

| Squadra 1 | Squadra 2 | Gara 1  | Gara 2          | Gara 3  | Totale |
| --------- | --------- | ------- | --------------- | ------- | ------ |
| Meran     | Ambra     | Merano  | Poggio a Caiano | Merano  | 2 - 1  |
| Meran     | Ambra     | 28 - 24 | 25 - 28         | 26 - 25 | 2 - 1  |

## Playoff Promozione

### Semifinali
| Squadra 1 | Squadra 2 | Gara 1  | Gara 2  | Gara 3  | Totale |
| --------- | --------- | ------- | ------- | ------- | ------ |
| Trieste   | Prato     | Trieste | Prato   | Trieste | 2 - 1  |
| Trieste   | Prato     | 31 - 29 | 31 - 34 | 30 - 26 | 2 - 1  |

| Squadra 1 | Squadra 2 | Gara 1  | Gara 2     | Gara 3  | Totale |
| --------- | --------- | ------- | ---------- | ------- | ------ |
| Bozen     | Brixen    | Bolzano | Bressanone | Bolzano | 1 - 2  |
| Bozen     | Brixen    | 24 - 21 | 18 - 23    | 21 - 23 | 1 - 2  |

### Finale
| Squadra 1 | Squadra 2 | Gara 1  | Gara 2     | Totale  |
| --------- | --------- | ------- | ---------- | ------- |
| Trieste   | Brixen    | Trieste | Bressanone | 43 - 48 |
| Trieste   | Brixen    | 21 - 21 | 22 - 27    | 43 - 48 |

## Verdetti
- :  Brixen promossa in Serie A Élite 2010-2011
- Castenaso: retrocessa in Serie A2 2010-2011.